# Maladera ignava
Maladera ignava är en skalbaggsart som beskrevs av Brenske 1894. Maladera ignava ingår i släktet Maladera och familjen Melolonthidae. Inga underarter finns listade i Catalogue of Life.